# 聯邦快遞705號班機劫機事件
聯邦快遞705號班機是一件發生於1994年4月7日，美國田納西州孟菲斯的一件意圖劫機案。

## 劫機者

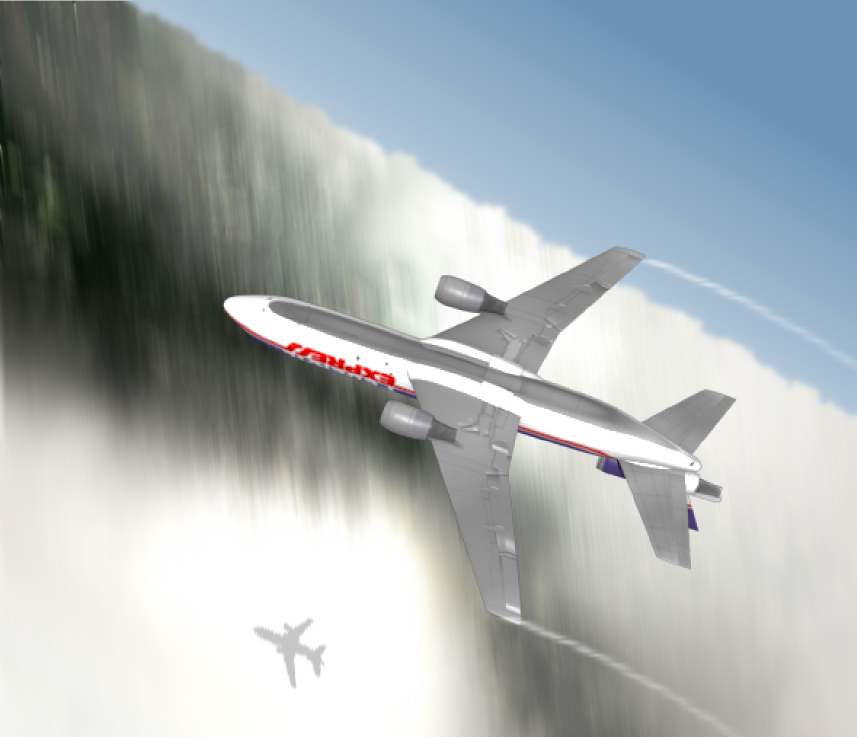
電腦模擬N306FE以反常姿態翻滾圖

42歲的聯邦快遞員工奧本·卡洛威（Auburn Calloway）因為虛報其履歷表上他在美國海軍時的飛行經驗以及飞行超时而面臨被公司解僱。他登上一架前往聖荷西的班機，並帶同電子學設備表示飞往矽谷，其實是企圖用斧頭和魚槍殺掉機組員，并企圖破壞飛機黑匣子的通話記錄以消滅證據，再駕駛飛機以神風特攻隊方式撞向聯邦快遞位於孟菲斯的總部。卡洛威有如此計劃是希望令人感到這是一起意外墜機事件，因他希望制造意外墜機以騙取250萬美金的人壽保險給他的家人。

## 機員
此班機共有三名機員，機長為49歲的大衛·辛德斯（David "Dave" Sanders），副機師為42歲的杰姆士·圖克（James "Jim" Tucker）及39歲的飛航工程師安迪·彼德遜（Andy Peterson）。劫機者奧本·卡洛威根據原訂的排班將會是本班機的飛航工程師，但因他和他的機組人員（兩位機師，其中一名是女性）在前一天的預定飛行時數比預定的僅僅超過1分鐘而被剔除，由安迪·彼德遜代替，變成了三人，在卡洛威的計畫之外。

## 劫機經過
奧本·卡洛威原為海軍機師及戰術專家，在705班機起飛前，其偽造海軍資歷的事情遭聯邦快遞發現，將於不久後對此事召開聽證會，卡洛威擔心自己將失去工作。在事發前幾年，他與妻子離異，但仍持續寄錢給前妻與孩子，但在面臨解雇的危機下，他可能再也無法為妻兒提供經濟支持。事發前沒幾天，他寄了一筆錢給妻子，並保了價值約250萬美金的壽險，企圖劫機以製造空難假象，藉此詐領保險金。
1994年4月6日，事發前一天，卡洛威準備一些鐵槌、斧頭以及一把魚槍放在吉他盒內，利用公司福利，免費登上705班機。卡洛威在705班機起飛前兩度試圖關閉駕駛艙對話紀錄器，但都被飛航工程師彼德遜在行前檢查時發現。卡洛威於飛機起飛後不久便發難，他用鐵鎚、魚槍攻擊機員，並令副機長圖克的頭蓋骨破裂。卡洛威原計劃殺死了機組人員後駕駛飛機撞擊聯邦快遞總部，並佈局為一次意外的空難事故詐領保險金。可是他沒料到機上的機組人員負傷後仍奮起反抗，機長辛德斯及飛航工程師彼德遜與卡洛威於駕駛室後的員工休息區發生毆鬥；而受了重傷的圖克（他也是前海軍機師）負責控制飛機。他控制飛機以極端的飛行姿態（包括以特技表演動作朝左方旋轉、讓飛機翻滾、急速垂直俯衝等），幫助其同伴卸除卡洛威的武器，令打鬥中的卡洛威失去平衡，結果在漫長的打鬥，機員成功制伏了卡洛威，副機師圖克開啟自動駕駛，離開駕駛艙協助同伴制服卡洛威，而此時辛德斯回到駕駛室通知塔台緊急降落（發生緊急情況時該由機長駕駛飛機）。
此時，機上的自動駕駛系統在打鬥時受損失靈，飛機亦在滿載了燃料及貨件的情況下，準備緊急降落孟菲斯國際機場的09跑道。但由於飛機超过最大着陆重量，进近時高度過高及速度過快，因此辛德斯要求准許降落在較長、但與09跑道垂直的36L跑道，他首先將飛機以極端的姿態轉向90度，與36L跑道平行，然後以普通客機設計上無法承受的姿態迴轉180度。最後飛機安全地降落，地面戒備的救護員進入機艙時，駕駛艙滿佈血跡。

## 事後
1994年5月26日，航空飛行協會頒發金獎予三名機員，以表揚他們的英勇行為。這是民航駕駛獲頒的最高獎項。可是經此一役後，由於他們各人身受重傷，沒有任何一位通過醫療檢核可再度駕駛商務飛機，因此都被迫終止他們的商業飛行生涯。劫機者奧本·卡洛威以暫時精神失常為由為自己辯護，但陪審團不予採信，於1995年8月15日因企圖謀殺及劫機罪名，被判處在聯邦監獄終生監禁，不得假釋。
副駕駛圖克頭蓋骨大片面積碎裂，其碎片更插入腦部，但醫院仍然成功修復他的頭蓋骨。由於圖克事後罹患輕微癲癇，必須終生服藥，因此再也無法駕駛飛機。尽管图克无法通过商务飞机驾驶医疗核检，但他在事后仍有时驾驶私人飞机作为消遣娱乐和对往事的怀念。
涉事飞机N306FE在事故后仍然服役於聯邦快遞，涂裝已經換成現時的聯邦快遞涂裝，且飛行系統已升級为MD-10，不再需要飛行工程師。2022年12月31日，该机作为联邦快递最后一架DC-10-30F退役。
此次事件被拍攝成空中浩劫第三季第四輯「Suicide Attack」（Fight for Your Life）。